# Tengeri
Tengeri es un pueblo ubicado en el distrito de Sellye, en el condado de Baranya, Hungría.

## Superficie
Posee una superficie de 4,460 kilómetros cuadrados.

## Demografía
Hasta 2019 la población era de 45 habitantes, con una densidad de población de 10,09 habitantes por kilómetro cuadrado.